# Sesquicentennial Exposition
De Sesquicentennial Exposition was een Wereldtentoonstelling die in 1926 in de Amerikaanse stad Philadelphia werd gehouden ter gelegenheid van de 150e verjaardag van de Amerikaanse onafhankelijkheidsverklaring. Zwaartepunt waren de Staten van de Verenigde Staten zelf en de Amerikaanse industrie, de rest van de wereld was door slechts 6 landen vertegenwoordigd; Armenië, India, Japan, Perzië, Tsjechoslawakije, Zweden. Het Bureau International des Expositions heeft deze tentoonstelling niet officieel erkend.

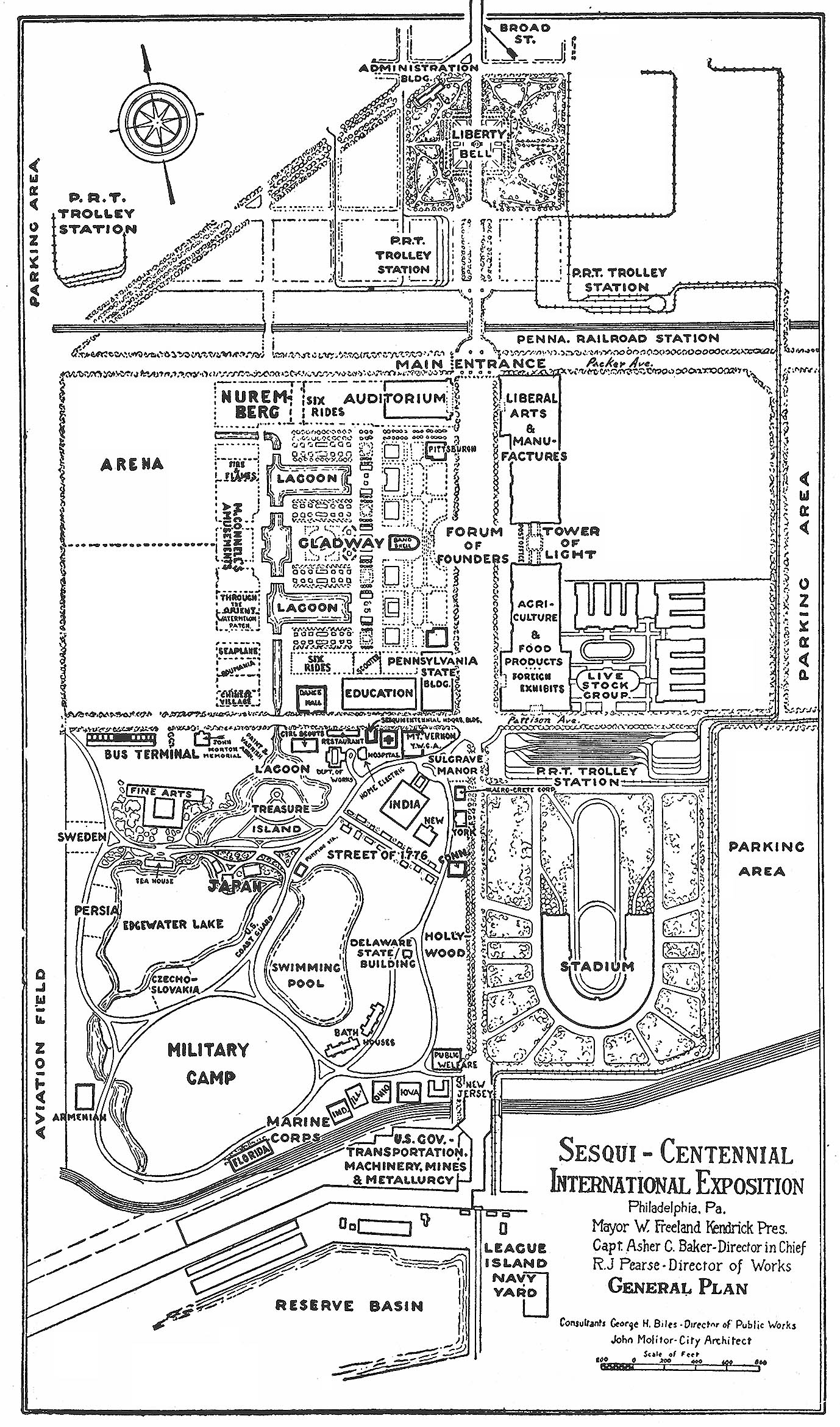
Plattegrond van de tentoonstelling